# 電光超特急ヒカリアン
『電光超特急ヒカリアン』（でんこうちょうとっきゅうヒカリアン）は、2002年4月7日から2003年3月30日まで、テレビ東京系列で毎週日曜8時30分 - 9時に全52回（77話）が放送された、東宝制作の子供向けアニメ作品。正式名称は『電光超特急ヒカリアン LIGHTNING ATTACK EXPRESS』。
本放送の終了後も、2003年10月から2004年3月まで毎週月曜17時25分 - 17時55分、2004年4月から2004年6月まで日曜7時30分 - 8時にそれぞれ再放送が行われた。

## 概要
同局にて放送されていた幼児向け番組『のりもの王国ブーブーカンカン』内のコーナードラマとして、1997年から2000年まで放送された『超特急ヒカリアン』の続編に当たる。ストーリーも同作品の数年後が舞台となっているが、作品設定やキャラクター、それに声優はほぼ一新されている。
版権を有するトミー（当時）から発売されている、同名の玩具のタイアップ番組にして子供向けアニメではあるが、ティーンズや成人層以上の年齢をターゲットにしたジョーク（実在する事柄のパロディや番組の内輪ネタ）が随所にちりばめられている。その一環として、本放送時には「必殺仕掛人のテーマ」や「地上の星」などの曲のメロディラインを改変したパロディのサウンドトラックがBGMとして使われており、こちらはビデオソフト化時に番組固有のBGMに差し替えられる措置が行われている。
開始当初は、ロボットアニメとドタバタギャグを調合させる「風変わりなヒーローアニメ」テイストが志向されていたが、物語も中盤に差し掛かる第13・14話では、それまでのギャグアニメ的な展開とはうって変わり、ヒカリアンたちが本当に殺されてしまったり、戦闘で崩壊した世界が夢オチなどではなく現実として描かれるなど、ハードでシリアスなストーリーが展開される。終盤では前作の主人公テツユキが復帰する。
テレビ東京の本放送時での番組スポンサーは、前半2クールまでは冠スポンサーのトミー（現：タカラトミー）とショウワノートなど複数社提供。第3・4クール分はトミーの一社提供番組となり、他のスポンサーはスポットCM扱いとなっている。

## ストーリー
ヒカリアン・ブラッチャー両軍が地球を去って数年。ブラッチャーの襲撃がもはや無いことと判断され、JHRも閉鎖されることとなった。そんな折、ブラッチャーが再び地球に襲来。今度の彼らの狙いは人間を不幸にすることで、地球人をヒカリアンの先祖である「前向きで強い心を持つ人間」から自分たちブラッチャーの先祖である「不満ばかりで弱い心を持つ人間」にすることだった。ブラッチャーたちはさっそく地球人の小学生、聖橋ケンタを言いくるめて悪事に協力させるが、そんな中、ケンタは誤って500系新幹線に轢かれそうになる。その時、宇宙から光エネルギーが飛来、間一髪500系と合体して、ヒカリアン・ライトニング ウエストに変形。ヒカリアンとブラッチャーの新たな戦いが始まった。

## 登場組織・メカ

### JHR
ヒカリアンたちを支援するために地球人が造った鉄道会社。実態はブラッチャーの侵略から地球を守るための防衛組織。正式名称は、「JOIN HIKARIAN RAILROAD（直訳:ヒカリアンの線路を繋げよう）」で、前作の「JAPAN HIKARIAN RAILROAD（日本ヒカリアン鉄道）」とは異なっている。
前作ではその設定に反して勤務していたのはヒカリアンばかりだったが、今回は人間がメインとなっている。また、一見ちゃらんぽらんな外見に反して、巨大ロボット・JHRガルーダや攻撃監視衛星（第32話に登場）を持つなど、そこそこのオーバーテクノロジーも有している。
ライトニングガルーダ
JHRがブラッチャーのクロガネに対抗するために開発した、巨大ロボット型の「戦略型格闘兵器」。ホバーブロックというコックピットユニットと合体した状態が本来の姿「JHRガルーダ」だが、第14話でホバーブロックの代わりにウエストと合体し、以後はウエストとケンタの二人によって運用されることになる。ジェット形態の「スカイガルーダ」に変形可能で、その際はケンタがパイロットを務める。初登場時は時定が搭乗。
後にブースターユニットを追加され、「ライトニングガルーダMkII」に改修された。
第34話では『超時空シリーズ』のガウォークに似た中間形態に変形しており、脚本でもこの形態を「ガウォーク・ガルーダ」と表記している。
- 全高：18.4メートル
- 重量：117トン
- 最高出力：60億メガライフ
- 最高加速（スカイガルーダ時）：300G
- 材質：無重力製カーボニウム

### ブラッチャー軍団
ヒカリアンと敵対関係にあるブラッチャール星から地球に到来したエイリアンたち。シルバーエクスプレスの命により「ブラッチャール作戦」という地球を侵略する暗黒作戦を実現すべく、ブラックエクスプレスを隊長とする「ブラッチャー」がヒカリアンたちに攻撃を仕掛ける。時にはヒカリアンたちよりもお人好し。人類を自分たちの先祖である「不満ばかりで弱き心」を持つ人間にしてしまうのが目的で、様々な作戦を用いて人間を不幸にしようとする。エネルギー源は人間の心にもあるという「暗黒エネルギー」。
本作品ではブラッチャーモードとして活動することがほとんどで、作中で描写されたのは僅かだが、特急・機関車形態でも飛行が可能。変形時のコマンドコードは「ブラッチャールチェンジ」。

## 登場人物

### レギュラー陣
聖橋ケンタ（ひじりばし ケンタ）
声 - 木村亜希子
本作品の主人公。内気だが、ヨーヨーを手にすると自分の手足の如く操る小学校4年生。ヨーヨーをコレクションしており、自室の机の引き出しには数多くのヨーヨーが入っていた。エビチリが苦手。笛太郎より支給されたJHRヨーヨーでブラッチャーに立ち向かう。
登場当初は引っ込み思案だったが、物語が進むに連れ明るくなっていった。基本的には素直で押しが弱いため、周囲に振り回されることが多い。だが、第9話でやる気をなくしたヒカリアンたちに啖呵を切って、彼らの考えを改めさせたこともある。ここ一番の勇気と度胸だけは誰にも負けない。
ウエストとは、互いのラーメンの食べ方を熟知している程の仲（第18話より）。
また、たとえ相手がブラッチャーであっても、悪事を行っていない時であれば偏見なく普通に接し、Xがシルバーの策略でシャドーXと化した際も最後まで信じ抜く、サンタクロースの存在を信じているなど、性格は非常に純粋。第40話にてブラックが「アイツ（ケンタ）は俺様たちの心のオアシスだからな〜」と発言したこともある。最終的にはテツユキに正面切ってJHRとAHRが共闘するように抗議できるまでになる。
ライトニングガルーダ唯一の搭乗者で、ガルーダは彼とウエストの心がシンクロすることでしか、本来の性能を発揮できない。
ラーメンではメンマ（シナチク）が好きで、海苔の後に必ずゆで卵を食べる。好きな番組は「5人戦隊ヨーヨー刑事（デカ）」。また、部屋にはヨーヨーチャンプのポスターが貼ってある。
第14話で記憶喪失になった際、ウエストやのぞみたちのことは忘れていたが、ヨーヨーの腕前だけは身体が覚えていた。また、同話数での活躍もあり準隊員からJHRの正式隊員に昇格している。ケーくんが地球にやって来た際には、未熟ながらも「お兄ちゃん」を勤め上げることができた。学校では、その性格のため、半ば押しつけられた形で飼育係をやっている（劇中、スグルの「（ケンタは）飼育係をやりたくなかったのに、頼まれると『イヤ』とは言えず飼育係にされた」という旨の台詞がある）。第45話にて、ブラッチャーの作戦に巻き込まれる形で一時20歳になったこともある。10月生まれ。一人称は「僕」。
神田ミナヨ（かんだ ミナヨ）
声 - 嶋崎はるか
前作から引き続き、父親が経営する飲食店の看板娘を務めているが、店は前作のカレー屋から中華料理店「374（ミナヨ）庵」へと変更されている。本作品では、前作と同様にタカビーで高慢ながらも、ケンタたちの手助けをしたりアドバイスをしたりなど、当初は落ち着きのある面も見せていたが、回が進むにつれ専用ロボットを操縦したりと、時にはケンタたちを出し抜くような活躍を見せる。また、ケンタと同様にブラッチャーたちについても悪事をしていなければ、ヒカリアンたちと平等に親しく接している。
中学2年生で、人間キャラクターの中では唯一、年間通して基本の服装を2種類持っている。
シリーズ構成の井上敏樹のキャラ設定表によると、「一見活発な美少女だが、実は結構性悪で水商売タイプ。キレると怖い」とのこと。作品中唯一身長が判明しており、152cm。体重の方は不明。また、第6話の予告ですでに14歳であることが言及されている。一人称は「私」もしくは「あたし」。
市ヶ谷ソノカ（いちがや ソノカ）
声 - 梶田夕貴
活発で勝気な女の子。優等生で、劇中では明確に描写されたことは無いが学級委員を務めている。ケンタ、スグルとの3人組のリーダー格で2人（特にスグル）とも彼女に反論できないほどの威圧もある。一人称は「私」あるいは「あたし」。性格が似ているからか、ミナヨと行動を共にすることが多い。また、ソノカ専用のロボットが存在する。設定によるとミナヨに比べて下品らしい。
品川スグル（しながわ スグル）
声 - 真田アサミ
普段はキザだが、気弱で泣き虫な面も。ゴキブリが嫌い。フェミニストでロマンチストでええかっこしいだが、それらを逆手に取られたギャグメーカー的な役割を担うことが多く、ヒカリアンやブラッチャーたちが引き起こす騒動に巻き込まれて散々な目に遭うこともしばしば。家は物置でスペースシャトルが造れるほどの資産家だが、好物が母親の作ったプリンなど庶民的な面も。一人称は「ボク」で、「ママン」が口癖の、いわゆるマザコン。ケンタを心の底では羨んで、また信頼してもいる。ソノカには頭が上がらず、体裁よくこき使われることもある。

### JHR関係者
富士見鉄雄（ふじみ てつお）
声 - 檜山修之
ヒカリアンたちから基地を引き継いだ現在のJHR基地の司令官。船の模型の製作が趣味。しかし、ヒカリアンたちやブラックエクスプレスに壊されるのがパターンギャグになっている。見た目とは裏腹な昼行灯だが、いざという時は頼りになるらしい。一人称は「オレ」。
松田暁美（まつだ あけみ）
声 - 栗原みきこ
JHR基地のオペレーター。華奢な外見からは想像できない大食漢で、いつも何か食べている。父親は建設会社の社長。親戚が温泉旅館を経営している。33話ではウエストらを温泉に誘ったこともあった。16話では、基地を失ってさまよっていたブラックエクスプレスを、（変装していたため）彼とは知らず実家に招いたことがある。その際、母親の発案で彼とお見合いをさせられてしまうが、二人ともまんざらでもない様子を見せていた。一人称は「私（わたくし）」。
竹田時定（たけだ ときさだ）
声 - 渋谷茂
キザな色男で、常にバラを持っている。JHRのプログラマーらしいが活躍は少なく、大抵いつも電話で歯が浮くような台詞で女性を口説いている。第13話では「ブラッチャーたちとのバカバカしい戦いが好きだった」と前線から退き、やさぐれた暮らしを送っていたものの、暁美の説得もあってJHRガルーダで出撃。その後、記憶喪失になってしまったが、チャイナドレス姿のミナヨを見て記憶を取り戻した。一人称は「オレ」。
梅田笛太郎（うめだ てきたろう）
声 - 葛城政典
JHRのメカニック。少々太っている小柄な体格の青年で、司令室にテントを持ち込んでいる。ヒカリアンたちのよき理解者でもある。ミナヨに気があるが、ミナヨには嫌がられている。「ロリコン」という声もあるが、彼の年齢自体不詳なので真相は不明。あっちこっちで携帯電話の番号を教えているらしいが、誰からもかかってこない。ウエストたちからは呼び捨て、のぞみなどからは「梅田隊員」と呼ばれている。暁美曰く「竹田隊員と梅田隊員がお休みだと、いつもにまして基地が静か」とのこと。一人称は「ボク」。

### AHR関係者
新橋テツユキ（しんばし テツユキ）
声 - 成瀬誠
前作の主人公。学歴は不詳。アメリカのヒカリアン組織「AHR」の創立者で局長。前作でのぞみと将来JHRの運転士になることを約束したが、“前作と本作品の『空白の時間』”中に『自由の国』へ単身渡り、そこで厳しい現実を知ってしまい性格が様変わりしたことでJHRの運転士への夢を忘れ、ロサンゼルスの裏界隈で友人ボブとピンポンダッシュなどの悪戯をして過ごしていたが、ある日、街中でアパートメントからビル清掃作業員を救出する現場で、面前ではしご車がヒカリアンと化したAHRレスキューとの出会いにより、AHRを設立。レスキューとタッグを組んでアメリカ各地でレスキュー活動を行うようになるが、現在のところ隊員は彼と副官にあたるボブと、レスキューを含めて3人しかおらず、ロサンゼルスの裏通りにある寂れたビルが拠点である。救難活動をビジネスとして行い、自分やAHRの力量を過信したり、事あるごとに報酬として高額な金銭を要求したり、ケンタやJHRの面々、果てはかつてのパートナーにして大親友だった筈ののぞみを見下すなど傲慢かつ利己的な性格に変貌してしまっている。本人はかつての自分を「お人好しな正義ごっこ」だったと卑下しているが、その反面、帰国する以前の段階でAHRレスキューを伴い、のぞみを“昔のよしみ”としてサングラス姿で救ったり、AHRレスキューと共にJHRの面々に訓練を施す、追い込まれたガルーダに窮地を脱するためのアドバイスを送る、居場所に困ったブラッチャールジュニアをJHRから庇いケンタたちと彼らの友情を尊重するなど、心の底ではかつての正義感や優しさを失っていない節も見せている。また、前述のAHR設立までに繰り広げていた悪戯を「暴れ回る」と表現するなど根本的に稚拙で、抜けた部分は以前と然程変わっていない（言うなれば、少々たちが悪く、素直でない捻くれ者になってしまっただけといえる）。また、ミナヨに対しては比較的以前と変わらない態度で接しているが、当の本人は綺麗サッパリ忘れられてしまっていた。
JHRの呼び寄せにより空港（旅客機）利用でレスキューをともない帰国。空港で出迎えたのぞみと再会するも、突き放した態度を取って彼に衝撃を与える。また、のぞみからかつての素直で純粋な性格に戻って欲しいと説得されるが聞き入れず、JHRとの契約交渉も報酬が折り合わず決裂。以降、秋葉原のビジネスホテルに滞在するが資金が底をつき一時的にJHR基地の隅で密かに生活を送りながら、相変わらず素直でない態度をとりながらも、一先ずJHRと協力するなどしていた。
第50話で突如、のぞみ・つばさ・E4を除いてケンタと喧嘩別れしたウエストを含むJHRのヒカリアンたちに好待遇を提示してAHRにヘッドハンティングさせる活動を開始。ガルーダをベースに開発した牛若丸を操り、JHRから仕事を奪うなどしてJHRやケンタ、のぞみたちと本格的に衝突や言い争いをする形となってしまう。
しかし最終話で、究極のブラッチャーロボであるブラフマーが街を襲撃した際、自身の利己的な行動がたたり、市井の人々から糾弾されてしまう事態が発生。それをきっかけに、JHR、AHRの野心を捨て共闘すべきと訴えるケンタとウエストの申し出を受諾。最終的には（前作同様）シルバーエクスプレスとの戦いを通じ、「のぞみ、久しぶりの乗り心地と懐かしい雰囲気は最高だ」とお互いの本当に信じる物が同じであることを悟り、のぞみとも和解した。一人称は「オレ」。
ボブ
声 - 檜山修之
AHRの副官的ポジション。テツユキは半グレ同士、また彼とロサンゼルスの裏世界で悪戯をした仲で、彼を「ブラザー」と呼ぶ。
AHR設立後は悪戯から足を洗って改心し、テツユキやレスキューと共に救助活動に精を出す。41、42話で日本が危機に陥った際、大統領からも出動を要請されていることをテツユキに報告するも、「俺たちは俺たちのやり方でしか動かん」「金を出せば助ける」と却下されてしまう。その後、再度テツユキに日本の危機を報告するが、ホワイトボードに「holiday」と書かれて不在だったため、「お休みですかーっ！」と絶叫するなど、苦労が絶えない場面が目立つようになる。一人称は「オレ」。

#### ヒカリアン
ヒカリアン星からやって来たエネルギー生命体たちで、その本体は「光エネルギー」で構成される。地球上では光エネルギーの状態を長く保てず、またエネルギー源として電気を必要とするため、常に電気が供給されている電車や自動車と合体してボディにしている。変形時のコマンドコードは「ヒカリアンチェンジ」。前作や「てれびくん」の記事ではそれぞれヒカリアンエネルギーを吸収されると戦闘不能になり（車両に戻ってしまう場合もある）、暗黒エネルギーで体を汚染されるとパワーが半減する弱点を持っていたが、本作では特に描写されていない。一般に正義とされるが、時にブラッチャーよりも自分の欲望に忠実。その正体は、「前向きで強い心」を持つ地球人の子孫。ヒカリアンたちの名前は合体したボディに準じているため、前作と同じ名前であっても「同型の別人」という場合もある。
ウエスト
声 - 松本さち
赤ん坊だった前作から成長し、本作品のヒカリアン側の主人公を務める。元気な性格で落ち込むことは多いがめげることはない。
少々軽い性格でノリが良く、ませているのが玉にきず。年齢からか少しばかり自己中心的なところがあり、ケンタを振り回すことも多々あるが、基本的には極めて良好な関係。時にそのやり取りはバカップルにすら見える。
中盤でシルバーエクスプレスによる『暗黒の傘作戦』の中、シャドーXによってJHR本部が壊滅してしまう。続く42話で憎しみに囚われたヒカリアンXを憎い敵と見なし彼を信用できなくなるが、危機一髪のところ、かつてのヒカリアン隊長であるひかりのおかげでつばさや明美たちは無事だったことが判明する。
50話ではゲーム絡みでケンタと喧嘩別れを起こし、AHRに帰属し、牛若丸のコアユニットを担当していたが、52話でブラフマーとの戦いで赤ん坊を巻き込み市民から糾弾され、逃げようとした際に足がつまづいてしまう。その際にケンタ手を差し伸べられ、AHRとJHRは協力すべきというケンタの主張に真っ先に賛同した。
JHRガルーダと合体し、コアユニットとなる。必殺技は鳥を模したデザインの剣「バードソード」から繰り出す炎の鳥「ライトニング・バード」とのぞみたちとの合体技「ライトニング・ドラグーン」、AHRに帰属したヒカリアンたちとの合体技「ライトニング・キマイラ」。一度だけバードソードの先端から凝縮したエネルギーを撃ち出す「ライトニング・フェニックス」という技を使ったことがある。ライトニングガルーダ合体時は「ライトニング・バスター」と「ライトニング・ビッグバン」。一人称は「ボク」。本名、ライトニングウエスト。
のぞみ
声 - 渋谷茂
前作ののぞみが成長し、ひかり隊長の後を継いでヒカリアンの隊長になった。性格もだいぶ変わり、穏やかだがどんなときでも冷静さを失わない。ひかり隊長のようにメンバーを引っ張るタイプではなく後ろからメンバーの背中をそっと押し、抑える所をしっかりと抑える頼れるお兄さんタイプのリーダー。
E4とは「大食い」でのライバル同士。特技は似顔絵で、度々披露している。その時は、継ぎはぎのあるベレー帽を被っている。回想シーンや第42話の独白のシーンでは、前作で彼の声を担当していた嶋崎はるかが演じている。
後述のつばさ、E4と共に第2話から登場し、当初のぞみは「正式な隊長」ではなく、ひかり隊長の「代理」というポジションであった。
ひかり隊長のような統率力を持たないことを思い悩む場面もあったが、ヒカリアンX（シャドーX）の一件でひかり隊長から正式にヒカリアンの隊長を継いだ。
前作で大親友だったテツユキとは前述の変貌ぶりから衝撃を受けてふさぎ込んだり彼との関係が修復できないことに戸惑ってしまったこともあったが、心の底では昔の彼を信じており、最終回のラストでケンタ・ウエスト・ブラッチャーを救出するため「牛若丸」に合体し、久しぶりにその運転席に座ったテツユキは「暖かくて懐かしい最高の場所」と発した。
必殺技は刃の部分が展開する剣「ライオソード」から放つ「ライトニング・ライキング」と盾から放つ「スカイ・ウォッシャー」。ガルーダの「ライトニングセイバー」は彼が前作で使用していた武器、「ハンドソード」と鍔の部分が良く似ている。一人称は「私」、回想シーンや42話の独白シーンでは「僕」、30話では「オレ」と呼ぶ一幕もあった。本名、ライトニングノゾミアン。
ブラックエクスプレスを演じる千葉のアドリブがきっかけで、担当声優である渋谷が「渋谷さん」としてブラッチャー側の台詞の中で度々ネタになっており、その結果第47話の次回予告に渋谷本人が登場し「僕はブラッチャーの咬ませ犬じゃない！」と嘆いていた。
つばさ
声 - 福山潤
本作品では、ウエストの兄貴分というポジションにおさまっている。少々生意気な性格は相変わらず。
かぼちゃマスク（正体はミナヨのパパ）の下で餃子作りの修行を受けたことがある。必殺技は片手持ちの盾「ウイングシールド」から無数の光エネルギーの羽を飛ばしながら、鷹型のエネルギーで相手を切り裂く「ライトニング・ウイング」。また、ウイングシールドはブーメランのようにも使用できる。一人称は「オレ」。本名、ライトニングツバサアン。
41話ではヒカリアンXへの憎悪に支配され、E1、E2、E3、E4、ポリスウィンと共に敵討ちに向かうが、返り討ちにされてしまう。しかし、次の42話ではドクターが手当してくれたおかげで命の危機を免れた。51、52話ではテツユキに対しAHRのやり方を非難するが、出番がないなどの世迷言があったせいで、一蹴されてしまう。後に市民に糾弾された後、テツユキは協力に賛同している。
放送当時の400系は順次塗装が変更されていたが、本作品のつばさは旧塗装に準じたものとなっている。
E4パワー
声 - 稲田徹
無口で力持ち。のぞみとは「大食い」でライバル同士。きれい好きな性格になっていて掃除が趣味。助詞を使わない、多少愚鈍な話し方が特徴。「○○奥深い、掃除同じ」と、何にでも掃除に結びつけて考える癖がある（11話や15話など）。
「ゴールデンホウキ」なるものを入手するために腕相撲大会に出場したことがあり、ホウキがないと、「ホウキで掃く動作を勝手にしてしまう」という禁断症状が出る。彼の武器の穂先の部分は金属製に見えるが、実際にはエネルギー体でできており、必要に応じてホウキにもなる。必殺技は三又の槍「バッファロースピア」を地面に叩きつけて出す「ライトニング・バッファロー」。
前作とは呼び方が変わっており、前作は「いーよん」、本作品では「いーふぉー」と呼ばれている。口癖は「マ」。一人称は「オレ」。二階建て新幹線のためか、サイズが他のヒカリアンより一回り大きい。本名、ライトニングイーフォーパワー。玩具版では瞳の色が前作の青からブラウンに変更されているが、テレビシリーズでは青のままである。
ドクター
声 - 稲田徹
前作に引き続きヒカリアンの医者として登場。本作品では戦闘もこなせるようになり、必殺技として前作の300X博士の武器、「マグネットシールド」に近似した形状の「メディカルシールド」から放つ「ドクターウェーブ」を使う他、壊れた物やヒカリアンたちの傷を治せる「メディカルウェーブ」を使う。笛太郎と一緒にライトニングガルーダをMk2に改造した。「ドクターだからな」の一言でけっこうスゴいことをやってのけることも。
前半は頼れるキャラクターだったが、後半はどこかズレたキャラクターになり、やることもインチキ臭くなっていき、第47話ではE4パワーから「最近のドクター、ヘナチョコ」と言われるまでになってしまった（ドクター本人は「そこまで言う!?」とショックを受けていた）。一人称は「私」。本名、特車隊ドクター。
41話でJHR基地が全壊する寸前でその場にいたケーくんや職員らと共にひかり隊長に救われ、後にXに返り討ちにされたヒカリアンたちを手当した。
放映当時には既に後継車両であるE926形「East i」が登場していたが、前作に引き続き925形での登場となった。
セブン
声 - 有馬克明
ヒカリアンの中でトップクラスの強さ。爽やか系だった前作の性格から若干変わり、多少自信過剰で無頼な性格になっており、当初は戦闘においても一人で戦おうとすることが多かった。一方で心の底ではかつてのように素直に人々に親切でありたいとも思っており、普段のキャラクターとのギャップに悩んだ末、覆面を被って後述の「レールセブン」を名乗り困っている人を助けたこともある。
後半になってくるとウエストたちを自分たちの切り札と称したり、第43話ではかつての親友であったテツユキが変わってしまい、落ち込んでいたのぞみを励ましたりするなど、仲間意識の強さや、かつての爽やかな一面を再び見せるようになった。手品、カラオケ、編み物など多趣味な一面もある。自分の身長の2倍近い長剣を持っており、名前は設定画によると「七支刀」、正式名称は「神剣ナナツサヤノタチ」。必殺技はそれから放つ「ライトニング・ワイバーン」と、尾翼から発射する「ライトニング・スライサー」。
ケンタに惚れ込んでおり、第26話でカーレースに参加した動機も「ケンタには、ウエストよりオレの方が似合ってる」と言い切っていた。しかし、50話では「面白そうだ」という理由でAHRに帰属する。一人称は「オレ」。本名、ライトニングバスターセブン。
レールセブン
声 - 有馬克明
第17話でセブンが覆面を被り変身した姿。ひかりレールスターをベースにしているが、カラーリングや帯の長さは実車両とは若干異なる。前述の悩みの末に正体を隠した上で変身し、次々と正義の活動を行うものの、ブラックエクスプレスが変装した「偽レールセブン」に「どちらかがより多く善行を行えば本物のレールセブンと認められる」というルールの勝負を挑まれる。しかし本家本物のレールセブンは正義としてのしっかりした考えのもとで自ら勝負には参加せず、ブラックの偽レールセブンに勝利を譲った。その際、ケンタには「偽物をその気にさせて、本当に良いことを沢山させたのだから、本当の勝者はオレだ」と語っている。
南海ラピート
声 - 尾形雅宏
第6話より登場。前作に引き続きヒカリアンの忍者として登場。セブンに次ぐ実力を持つようになり、ブラッチャールスターからよく勝負を挑まれるが、あっさりとかわすことが多い。必殺技は分身してから放つ「関空 忍者斬り（かんくう にんじゃぎり）」。一見シリアスでストイックだが、実はかなりの目立ちたがり。また、少々疑り深く、ドジラスたちが彼らに協力を申し出たりしても中々信用しない（27話、最終話など）が、その一方で（その時は互いに素性を知らなかったが）ドジラスたちを弟子にしたり、ブラックエクスプレスたちのあまりに不憫な様を見て同情したり、スターを救うために自ら彼の記憶回路の中に入ることを申し出る（6話、48話）など、時にはヒカリアン・ブラッチャーの垣根も関係無しに協力することを惜しまないなど深い義侠心の持ち主である。一人称は「拙者」。
ポリスウィン
声 - 有馬克明
本作品では初登場で犯人逮捕に成功。人のよい一面は変わっていないが、多少警官らしい真面目さも入った感じになり、前作よりは頼りがいのある性格となっている。一方で、374庵の岡持が盗まれた際には富士見の電話を曲解して彼を犯人とするなど、抜けた一面は変わっていない。また、27話ではドクターと共に賄賂を働こうとするなど、警官にあるまじき一面を見せた（本人曰く「超法規的措置」とのこと）。前作に引き続き、パトリボルバーとポリスシールドを武器として愛用しているが、このうち後者は第14話など僅かな出番に留まっている。一人称は「本官」。
第40話で手錠の鍵をなくすという失態を演じており、ウエストとブラックが繋がれたまま野生化することの直接的な原因となった。その際のヒカリアンたちのあまりにアホなやり取りに対し、ブラックは「何でこんな奴らにいつも負けちまうんだろう…」とこぼしている。本名、特車隊ポリスウィン。
E1スナイパー
声 - 尾形雅宏
第15話より登場。前作の「スナイパーソニック」の代わりに地球に来た特車隊の隊員。前作に登場したE1マックスと同型のボディを持つが、カラーリング（実際のE1系には存在しないモスグリーンとホワイトのカラーリング）が異なっており別人（根拠として、第15話にて彼とネックスを見たミナヨが「あら、ネックスと、新しいヒカリアン?」と発言している）。軍人気質でトレーニングをメンバーに課した（未遂）ことがある。時折英語の混じった口調で話す。大きなライフルと盾を装備。前作のマックスと同様、足の形状が玩具版とテレビシリーズとで異なる。
OP映像には、第14話まで登場していたスナイパーソニックと入れ替わる形で追加されている。一人称は「自分」または「私」。二階建て新幹線だが、E4と違い、サイズはウエストやつばさとあまり変わらない。他方で設定画の対比図では、E4と同サイズで描かれている。本名、特車隊イーワンスナイパー。
ファイヤーネックス
声 - 矢部雅史
第15話より登場。前作に引き続いて特車隊の隊員。性格など基本的な面は変わっておらず、ミナヨに好意を向けたり、火事と見るやすっ飛んでいくのは相変わらず。お祭りの夜店でE1と、二人ともミナヨに惚れたため、彼女と食べる「ラブラブかき氷」をかけて勝負した（結局は溶けてしまうからという理由で、ミナヨがケンタに食べさせていた）。武器は客車部に備えられた化学消火アーム。また本作品では新たにバズーカ砲を片手持ちにしたような武器も持っており、設定画によると、これはホースを接続すれば放水銃にもなるとのこと。
同じ成田空港へ向かうヒカリアンだからか、実はライナーとは一緒に温泉に行くほど仲が良く、「ネクの字」「ライの字」と呼び合う仲。一人称は「オイラ」。本名、特車隊ファイヤーネックス。
E2ジェット
声 - 遠近孝一
前作のE2ジェットとは同型の別人で、E3の兄。劇中にてウエストが「昔から漫才好き」という旨の発言をしている。弟であるE3とは漫才コンビを結成しているが、全く面白くないという致命的な欠点を持つ。そのせいで初登場の23話ではいきなりE3と喧嘩別れに発展し、後にE2はブラックエクスプレスらの会話を偶然耳にし、彼らを「漫才の大御所」などと勘違いする。しかし、ブラックらがギターを消滅させた際に「芸人としての魂があるのかよ!?」と憤慨し、そのまま交戦。危機に陥るが、その場にE3が駆けつけ、彼やウエストと共にブラッチャーを撃退して和解した。彼がツッコミでE3がボケ。想像で「マスコンレバー、カックン」というギャグを披露していた。飛行スピードの速さと武器のジェットガン、必殺技の「ジェットガン・アタック」は健在で、劇中では「ジェットガン・ファイヤー」と呼称。一人称は「オレ」。本名、ライトニングイーツージェット。
E3レーサー
声 - 矢部雅史
前作のE3レーサーとは同型の別人で、E2の弟。前作と同じく普通の道路での走行スピードはピカイチで、新幹線モードで走行中のつばさを軽々と追い越したことがある。初登場した23話前半で、先述の通りE2と喧嘩別れを起こし、ケンタを新しい相方にしようとするが、断られる。のちにブラッチャーに倒されそうになったE2のもとに駆けつけ、共にブラッチャーを撃退し和解した。前作のE3レーサーとは異なり、武器としてきりたんぽを持っていない。そのため戦闘シーンおよび出番をろくに貰えず、後に彼がAHRに帰属することの遠因になっている。一人称は「オレ」。本名、ライトニングイースリーレーサー。
ケーくん
声 - 真田アサミ
JHR最年少のヒカリアンで、片言の言葉しかしゃべれない幼子。なぜかスターの長距離トラックに紛れ込んだことがあり、スターに懐いていた。前作にも登場したが身体が少し大きくなり、背中の「K」という文字がバーニアに変わった以外は無邪気な性格を含めてあまり変わっていない。ケンタやラピートと仲がいい。
本作品では超特急モードに変形していない。一人称は「ケーくん」。
スカイライナー
声 - 松本吉朗
通称ライナー。本作品が初出のヒカリアンだが、初登場時に「いや〜、久しぶりに（地球に）来てみれば、平和だねぇ」と、過去にも地球を訪れていることを窺わせる台詞を残している（作中には未登場ではあるものの、前作の「100体ヒカリアン」には彼も含まれている）。ブラッチャーも含み、困っている人を見ると放っておけないお人好しだが、なぜかそれが騒動へと発展することの多いトラブルメーカー。必殺技はランサーを構えて突進し音速突破時の衝撃波を敵に叩きつける「ライトニング・タイガー」と発展系の「ライトニング・タイガー&ライガー」。同じ空港特急のネックスやラピートと仲が良い。
初登場時は緑と白を基調とした、前作のスター21に酷似したカラーリングをしており、その時の名前はヒカリアンライナーだった。その後18話も間が空いて再登場した際に、京成電鉄から許諾を受けて、玩具版に準じた色になった。一人称は「オイラ」。次作『ヒカリアン NEXT GENERATION』にて「ご当地ヒカリアン」という、地区毎にヒカリアンの玩具を限定販売するプランがあり、彼はそのテストケースだったという。
AHRレスキュー
声 - 斎賀みつき
AHRに所属するロードヒカリアン（自動車型のヒカリアン）。前作に登場したロードヒカリアンのレスキュー工作車と同型のボディを持つが、関連は無い。通称レスキュー。英語訛り＋英語を絡めた口調で話す。変形時に「AHRレスキュー、just alive！」と叫ぶのが癖。アメリカに渡ったテツユキのパートナーになっていて、テツユキを「ボス」と呼ぶ。また、アメリカのヒカリアンらしく瞳が青く、運転席も左ハンドル。劇中では、よくテツユキが彼のビークルモードに乗っている姿が描写された。基本的にテツユキの命令に忠実で、彼の行動に異論を挟むことは無いが、彼自身は常識的な性格であり、単独で出歩いていた際には（無償で）困っていた人々を助けたこともある。武器はレスキューバズーカで、必殺技は「レスキューボンバー」。一人称は「ミー」、もしくは「オレ」。
初登場した42話ではテツユキと共にのぞみを救助する活躍を見せたが、43話ではソノカが「レスキューが原因でテツユキが変わった」と推察したことで一悶着起きてしまう。しかし、テツユキの変貌には彼の関係は一切なく、「テツユキ自身の経験である」とセブンに考察された。
AHRを創設したのはテツユキであるにもかかわらず、彼のボディとなった工作車には、光エネルギーと合体する前（つまりテツユキがAHRを創るより以前）から「AHR」のロゴが描かれていた。
ヒカリアンX
声 - 遠近孝一
ヒカリアンたちの間では「無敵の戦士」と称せられる伝説の存在。遙か昔に従者である地神獣スフィンクスと共に地球にやって来て、後に自身を地球に封印していたが、ある時記憶を失った状態で封印が解け復活した。その理由は不明。記憶喪失時にはのぞみやブラックエクスプレスらを無差別に攻撃していたが、スフィンクスと再会したことにより記憶を取り戻した。その後もヒカリアンたちとは対立関係が続いていたが、後にケンタに心を開くようになり、JHRに協力する。口調は普通だがウエストたちを「若きヒカリアンの戦士」と言ったり、セブンやミナヨから「じじい」と言われることなどからして高齢と思われる。
その正体は、遥か昔にシルバーエクスプレスの手によって造られた実験体。怒りや憎しみの感情に捕らわれるとブラッチャーの伝説の戦士「シャドーX」になってしまう。シルバーの策略によってシャドーXとなりJHRを壊滅状態にした他、つばさを始めとするヒカリアンたちを返り討ちにしたものの、ケンタの呼びかけやひかり隊長の助力で自分を取り戻し、永遠に解かれることのない封印を自身に課すため、ひかり隊長と共に旅立っていった。その後、ひかり隊長と共に最終回に登場。必殺技は両手に持った2本の剣から放つ「ライトニング・ユニコーン」。また、傷に浴びせることで回復させる効果のある癒しの光を放つことも可能。
初期の頃は体の細部のデザインが異なっている他、相手の技や武器をコピーする能力も持っていたが、覚醒して武器（2本の剣）とボディのデザインが玩具版に準じた物に変化した後は一切行っていない。他者の技をコピーした時には武器を持つ手が左右逆になり、背後に浮かぶ動物のイメージも反転する。こちらも覚醒した後は行っていない。一人称は「オレ」、もしくは「私」。
シャドーXは、ヒカリアンXの本来の姿。外見は、ヒカリアン時には薄く発光していたボディが全体的に紫がかったものになり、目の形が『超特急』の玩具版のブラックエクスプレスに近似した形状になる。具体的にはロボット然とした形状になり、瞳がなくなる。初登場時、一度だけダークスターに「ブラッチャールX」と呼ばれた。この状態では理性の無い破壊マシンと化すが、ケンタやウエストと共に遊んだブランコを目にする、従者のスフィンクスたちが傷つくなど、何かしらのきっかけで自我を取り戻す。このためシルバーには「失敗作」と評されていた。
このシャドーXがスフィンクスと合体すると「巨神デビルX」となる。外見上はゴッドXと変わらないものの、まれに黒いオーラをまとっていることもある。
ひかり隊長
声 - 井上和彦
ヒカリアンの隊長の座をのぞみに譲った前隊長。前作と本作品の空白期間に隊長を引退し行方を眩ませていたが、暴走するヒカリアンX（シャドーX）によってネックスやスカイライナーをはじめとする他のヒカリアンたちごとJHR本部があわや全滅寸前に陥ったところに駆けつけ窮地を救った。その後自身を見失いかけていたヒカリアンXを鎮め、Xを封印するため共に旅立った。その際、のぞみを真の隊長にふさわしいと認め隊長の証であるバッジを託す。最終決戦時にソニッククラッカーを使っていたが、その時は中心部からレイピアのような刃が生えていた。一人称は「私」。本名、ライトニングヒカリアン。玩具版付属のカードには必殺技として「ライトニング・アタック」が紹介されていた。
スナイパーソニック
前作で特車隊の隊員を務めていたヒカリアン。前述の通り本作品ではE1が彼のポジションとして登場している都合上、本作品での出番は第14話までのOP映像のみに留まっている。差し替えられた理由は不明。

#### ブラッチャー
ブラッチャール星からやって来たエネルギー生命体たちで、その本体は「暗黒エネルギー」で構成されている。『てれびくん』の記事では体表を覆う暗黒エネルギーを洗い流されると体色が落ち、体が縮小する弱点があるとの記載もあるが、作中では普通に入浴している描写も見られた。
ブラックエクスプレス
声 - 千葉繁
基本的に前作から性格に大きな変化は見られないが、演じている千葉のアドリブギャグにより、かなり「濃い」キャラクターになった。本作品では「ブラッチャールロボ」（前作のブラッチャーロボと異なり、ブラッチャーが繰り出すロボットのシリーズ名ではなく、特定の機体の名称である。これ以外の機体は「ブラッチャーのメカ」や「ブラッチャーメカ」などと呼称されることが多い）なるヘンテコ巨大メカを繰り出すことが多い。武器は二丁の暗黒マシンガン。前作の能力の一つだった「ノーズ部分のドリル回転」は二回ほど登場している。必殺技として、第19話で披露した暗黒マシンガンに暗黒エネルギーを集中して放つ「ブラック・バード」という技を持つ。
おジャ魔女どれみに強烈な対抗意識を燃やしており、度々「そんなんで裏番組に勝てるか！」などと口にする。また、吹っ飛ばされた際に「パンツはけよな〜！」と叫ぶのがパターンギャグになっている。前作と同様にドジラスとウッカリーからは「親分」と呼ばれている。一人称は「俺様」。
好物はプリンだが、第7話ではそれを「得体の知れない物」と表現したり（その際ドジラスたちはプリンを「エイリアンの内臓」と思っていた）、あんこを泥んこと勘違いしている。また、エビフライの尻尾は残さず食べる派。第16話（ブラック、男一匹）で変装していた時に、たまたま暁美とお見合いをして以降、彼女に気があるような描写がしばしばある。
ヒカリアンたちに対してはある種冷酷とも言える面も持っているが、基本的にはケンカ友達のような関係で、第29話と第30話にてウエストが一時的に死亡した際には復活させようと懸命になった。また、テツユキの性格が様変わりしてしまったことをのぞみの口から知った際には、『超特急』時代に幾度となく戦ってきた経験則からテツユキの人柄の良さを熟知しているため、「テツユキは友達に酷いことを言う少年ではない」とのぞみに同情し、374庵で自身とテツユキとのぞみで「早食い対決」の勝負の場を設けるなどした（この際、テツユキから疑問を持たれるが、「今の『ヒカリアン』はこういうノリだ」とメタ発言交じりで弁明している）。
終盤、シルバーエクスプレスがラッキーボーイとなったウッカリーを、究極のブラッチャーを生み出す目的で誘拐。それをきっかけに、ウッカリーを救出したい彼らはヒカリアンたちに共闘を申し出る。
最終回は彼の笑顔のアップと「俺様のアップで終わるってことは、やっぱり主役は俺様だったのだ〜！」の台詞で幕を閉じた。
ドジラス
声 - 伊東みやこ
ブラックエクスプレスの子分。基本的に前作と性格などは変わらない。最大の違いは、武器としてスコップ形のロケットランチャーを持っているところ。設定画の注釈によれば、本人はランチャーであることを知らず、スコップ型の槍だと思っている。前作と同様にウッカリー共々ラピートを「師匠」と呼んでいるが、実際に修行を課されたのは前作の一エピソードのみ。一人称は「オイラ」だが、第7話にて一度だけ「おれ」と言ったことがある。本作品では彼とウッカリーは、動作の端々に汽笛の音（ドジラスとウッカリーでは音が違う）が入る。本名、ブラッチャール ドジラス。
ウッカリー
声 - 桜川朝恵
ブラックエクスプレスの子分。前作ののんびりした性格はなりを潜め、ブラックエクスプレスとドジラスがはしゃいでいるところを冷めた視線で見ている描写が多々ある。前作に続いてミナヨが好きで、彼女のことになると目の色が変わる。ドジラスと同様に本作品では武器としてツルハシ形のボウガンを持っているが、やはりボウガンであることを知らない。ドジラス共々、本作品でもラピートの弟子。一人称は「ぼく」。モデルは国鉄のC55形蒸気機関車で、初期の流線型タイプ。本名、ブラッチャール ウッカリー。
終盤、百億年に一度現れるという『グランド・スリーセブン』の波動を受け、宇宙最強のラッキーボーイとなる。そこをシルバーエクスプレスに目を着けられ、究極のブラッチャーロボ、グラフマーの完成に利用されてしまう。
ユーロ
声 - 檜山修之
通称「ユーロ男爵」。シルバーエクスプレスの部下の一人で、前作のユーロスター（ブルーユーロ）に酷似した外見を持つが、E2ジェットとE3レーサーと同様に、ブルーユーロとは同型の別人。なお、ブルーユーロと同じく、玩具版とアニメ設定では足の形状が異なる（両者とも玩具版はE4などと同じ四角いタイプだが、アニメではウエストなどと同型の尖ったタイプ）。ブラックエクスプレスのライバルだが、共同戦線を張ることも多い。また、セブンのライバルでもある。日本語と英語とフランス語が混ざった口調で喋る。
基本的に同格以下の仲間に対しては普通のキザな口調で話すが、それ以外の相手（ヒカリアンや地球人など）に対しては敬語を用いる。階級はブラックエクスプレスと同格らしく、ドジラスたちよりは上。悪知恵が働きブラックエクスプレスの作戦に便乗して悪事を働くことも。歌が趣味らしいが相当ヘタで、一応OPテーマの替え歌を歌っていたが、ほとんど何と言っているのか判らないほどだった。ブラックエクスプレスには「俺様の実家のミドリガメの方がマシ」と評されている。宇宙喉自慢大会では予選落ちし、優勝したセブンを妬んでいる。
性格はキザで、作戦にも彼なりの美学を持ってあたる。だが、ブラックエクスプレスに引きずられたのか、マヌケな面も目立つようになっていった。しかし、ブラックエクスプレスたちと違い、第41話と第42話でシルバーが直接指揮を執った作戦には参加している。
武器はユーロステッキ。玩具設定では「マドモア〜ゼル」という名の必殺技があるが、アニメ未使用のため詳細は不明。彼とスターは専用の宇宙船・巨大戦艦を所持している（ともに同型）。一人称は「ワタシ」。本名、ブラッチャール ユーロ。
スター
声 - サエキトモ
ヒカリアンXと同じくシルバーエクスプレスによって造り出された実験体。事実上Xの弟にあたることが、物語終盤の第48話で判明する。シルバーには、初登場時「ブラッチャー期待の星」と称されていた。ブラッチャーでは最も若く、ノーマル時の性格ではブラックを「ブラック先生」、ドジラス・ウッカリーを「先輩」と呼ぶ。前作のスター21に酷似した外見を持つが、前述の通り彼はシルバーエクスプレスによって造り出された実験体のため、ユーロと同様に同型の別人である。
「気弱だが心優しいスター」「凶暴で乱暴者だが、武人として筋を通すスター（通称カッパモード）」「冷酷残忍で奸智に長け、作戦能力・戦闘能力が高いダークスター」の3つの人格を持っており、それぞれの人格では目つきが異なる。基本の人格は優しい（むしろ臆病）スターで、ヒカリアンの姿を見ただけで「ヒカリアン怖い〜っ!」と泣き出すなど、ヒカリアン恐怖症である。天狗を見るとダークスターに、河童を見ると乱暴なスターになり、乱暴な性格になった際は、毎回『必殺シリーズ』のBGMのパロディが流れる。同じ物を見るとノーマルに戻るが、ダークスターの状態で天狗を見ると気絶をともなう。最終的にはシルバーまでがギャグキャラクターにされてしまった中、ダークスターはシリーズ通して唯一、終始シリアスかつ冷酷非道なキャラクターだったと言える。前述の48話で、ダークスターの人格はラピートとスカイライナーの手によって、記憶回路の奥に封印された。必殺技は前作でのぞみが持っていたスカイソードと同型の剣（色違い）から放つ「シューティングスター」、剣からオーロラ状の光線を放つスターサンシャイン、異空間から隕石を召喚して相手に放つ「スターコメット」（ダークスターの状態で使用するためか、後のエピソードでは「ダークコメット」と呼称）。
ダークスター時の爵位は侯爵（脚本より）であるが、ユーロからは「昨日今日の成り上がり」との評価を受けている。ダークスターは初登場時、シルバーのことを「シルバー閣下」と呼んでいた。一人称はノーマル時が「僕」、凶暴時が「オレ」。ダークスター時が「ボク」（ノーマル時とはニュアンスが異なる）。実はミナヨのファン。本名、ブラッチャール スター。
シルバーエクスプレス
声 - 中田和宏
前作に引き続いて登場のブラッチャーの大幹部で、地球方面軍司令官。あくまで地方司令官であり、決してブラッチャーの「支配者」ではない。前作のスタッフ用の組織図でも、彼の上には『ブラッチャール大王』という存在が居るとされている。前作では多少コミカルな面もあったが、本作品では冷酷非道という言葉がピッタリな性格になっており、ギャグキャラクターにされたのも最終回のみ。第13話によると、「第24銀河第13師団大幹部」という地位にあるらしい。今作でもホログラムでヒカリアンたちの前に現れる描写が見られる。
究極のブラッチャーを作り出すのが趣味で、ヒカリアンXとスターはその犠牲者といえる。最終回では宇宙最強のラッキーボーイとなったウッカリーを誘拐し、ブラフマーという究極のブラッチャーを完成させ、誘拐したウッカリーの強運を利用するが、これにより、ブラックエクスプレスとドジラスは裏切ってケンタとウエストたちと共闘。ブラフマーは破壊され、基地への侵入を許してしまう。最後はウッカリーを人質に、ヒカリアンやブラックエクスプレスたちを葬り去ろうとしたが、強運が切れた挙句に宇宙水疱瘡になったウッカリーに病気を移され、苦しんでいる所をウエストらを始めとする数人のヒカリアンの合体技「ライトニング・スーパーノヴァ」を受け、水疱瘡が治りながら消滅した。強力な暗黒エネルギーを持つが、劇中ではほとんど戦う前に倒された。いずれも使用の機会はなかったものの、武器として（前作では一度だけ使われた）シルバー鉄球と、前作でも全く使われなかったバルカンドリル（「超特急」時代はバルカンヘッドと呼称）を装備している。
ブラックたちにサンマを送ったりと、部下へのサービスは良い。しかし、後半ではほとんどブラックたちに見切りを付けたのか、自身が直接指揮を執った「暗黒の傘作戦」では彼らに何も教えず、自身の作戦から外して休暇を与えている（全くの偶然とはいえ、そのことが彼の計画が破綻する原因の一つとなった）。ビリヤードなども嗜んでいる。彼いわく「（ブラックは）態度のデカさだけならブラッチャー一」とのこと。また初登場は第11話だが、名前はその前にも第5話と第9話ですでに登場している。設定画の対比図では「E4と同サイズ」との指定がある。一人称は「私」、最終回では「我が輩」。
玩具付属のOVA『超特急』を含むアニメ全シリーズを通して、唯一車両形態に一度も変形したことがない登場人物でもある。
ブラッチャールJr1
声 - 西沢広香
第47話でブラックたちが自分たちのエネルギーを使って創り出した、101体のブラッチャールJrの一人。ドジラスをディフォルメしたような外見。当初は数の力でヒカリアンを圧倒した。その後ブラックたちに負担をかけまいと自活しようとするも、ブラックたちの悪事かつ大暴れ、およびブラッチャーたちをやっつけたいヒカリアンたちが街中で交戦したために世間から白い目で見られ、働き口を失ってしまった。そして最後には「ヒカリアンやお父さんたち（ブラックたち三人）みたいに争いたくない！　お父さんたちに迷惑を掛けたくない！」と心に決め、静かに暮らそうとスグルの家の地下倉庫を借りて自分たちでスペースシャトルを建造し、宇宙へ旅立った。一人称は「僕」で、ブラックたち3人を「お父さん」と呼ぶ。後に『てれびくん』の『ヒカリアン NEXT GENERATION』にて、兄弟共々ブラックたちの手下として再登場する。
ブラッチャールロボ（1号 - 6号）
声 - 黒木勝志
ブラックエクスプレスがガルーダに対抗するため、第28話にて開発したロボット。「ガルーダに対抗するには動きの素早いロボット」という発想で造られたため、スマートな体型をしている。そのコンセプトは成功し、ガルーダを苦戦させることもしばしばあった。1号は最初等身大で、人語こそ発しないもののコントローラーがあるにもかかわらず自我を持ち、牛乳を飲んで巨大化した。彼のみ、額にブラッチャーのエンブレムが描かれているが、以降は機体ナンバーになる。基本的に全機体同型で、破壊されなくても再登場する度に番号が変わる。Mk2に強化されたガルーダを苦戦させることもしばしばあった。また2号には、「黒木くん（くろきくん）」という名前がつけられていた。必殺技は「俺様パンチ」と「俺様キック」だが、威力は今一つ。
やられメカとしての印象が強いが、前述の通りMk2に強化されたガルーダを苦戦させたり、JHRの偵察衛星からの攻撃でも無傷であるなど、能力は高い。
キャサリン（1号 - 7号）
ブラックたちが作戦のために用意した中型ロボで、台形の胴体にカエルのようなカメラアイ、キャタピラの足を持っている。胴体には機体ナンバーが描かれ、腕は機体ごとに如雨露、掃除機など異なる。1号から5号は第9話に登場したが、全てセブンに倒される。6号は第23話に登場し、つばさの修行を邪魔しようとするが、ヒカリアンらに邪魔され、最終的にはつばさに破壊される。7号は第39話に登場。雪玉を連射し、ウエストらの合体技「ライトニング・ドラグーン」を消し去るほどの威力を持つが、先生に変装したブラックエクスプレスや生徒らの総攻撃に遭い倒される。
ブラッチャールドール
声 - 葛城政典
本作品でブラッチャール帝国が使役している量産型の下級兵士。ヒューマノイド型のアンドロイドで、頭部と胸部はブラッチャーのエンブレムを模している。胸部の赤い部分がエンブレムの枠の部分に相当する。人間への擬態も可能。基本的に「マンセー」と鳴くが、人語を話すこともできるなど、知能は高い。主にダークスターや、大金持ちになったブラックたちが使役した。武装は目からのレーザーで、13・14話ではのぞみを始めとする多くのヒカリアンたちを射殺した。
以上の経緯から、基本的にはシリアスな役どころのはずだが、終盤でブラックたちが使った時にはギャグキャラクターにされていた。初期稿は映像に登場した物とは全く別物。ブラックエクスプレスの妄想シーンでモブキャラクター的に登場することも多い。
また、18話にて「ブラッチャーテレテレショッピング」というブラッチャーのテレビショッピング番組に、男性と女性の格好をした二体が進行役として登場したこともある（後述）。

### ゲストキャラクター
トメ
声 - 飯田かおり
とある田舎（駅名もズバリ「いなか」）に住むおばあちゃん。ウエストから逃げ切って腹ペコになってしまったブラックエクスプレスたちにご飯を食べさせてあげた。優しい性格で、汽車好きの息子のために、汽車の運転士から帽子を貰ってきたことがある。最初、ブラックエクスプレスを息子と勘違いしてしまい、抱きついてしまった。息子に説いた「人生七転び八起き」の言葉は、息子の中に生き続けていた。自分の世界に入ってしまいがちな部分がある。
ノブオ
声 - 柳沢栄治
トメの一人息子。子供の頃から汽車が大好きな青年。ある日家を飛び出し東京に上京したが、会社が倒産。田舎に帰ってきた。最初はトメと喧嘩別れしかけたが、ブラックエクスプレスの説得により、と言うより彼の頭に乗っていた思い出の駅長帽を見て、再び仕事を探すため東京へ向かった。その前にブラックエクスプレスたちに協力してもらい、子供の頃からの夢「機関車の運転手」を叶え、客車にトメを乗せてあげた。この考えの発案者はブラックエクスプレスで、列車モードのドジラスが機関車の代わりになった。この回は、「電光」では第26話のイメージ映像を除いてブラックのトレインモードが唯一登場する回でもある。
トメと同様に、彼女の家でご飯をご馳走になっていたブラックエクスプレスをトメと勘違いし、抱きついてしまった。その際、ブラックに「どういう目ん玉してんだ」と言われている。
ゆーな
声 - 田中潤
凶暴な野犬（と言っても実際は凶暴どころかむしろかわいい）に襲われていたところを買い物中のウエストに助けられ、恋に落ちた園児。頭と胸に付けたリボンが特徴。しかし、最終的にはつばさとブラックエクスプレスにそれぞれ恋していた友人2人と共にセブンに恋してしまった。その際、ウエストとは別れ、友人2人もつばさ、ブラックエクスプレスと別れた。マンセー幼稚園のバラ組。別れの際、ウエストは彼女に「ウエストさんはお米に絵が描ける」と言われ、本当に描いてしまった。
ひとみ、めぐ
声 - 栗原みきこ（ひとみ）、飯田かおり（めぐ）
ゆーなの友人の少女たち。ひとみは眼鏡とワンピースが、めぐはジーパンが特徴。
理穂（りほ）
声 - ひと美
毎朝スカイライナーに乗って空港に通うスチュワーデス。そのためライナーとは顔なじみ。怪我をしたふりをしてケンタたちに自分の仕事や罰掃除をやらせるなど、無邪気な外見に反してちゃっかり者。一人称は「私」。
サル将軍
声 - 真田アサミ
関西にあるテーマパーク、時代劇村のマスコットキャラクターで、殿様の格好をしたサルの姿をしている。ブラックエクスプレスに着ぐるみを盗まれた。
松戸博士（まつど-）
声 - 中田和宏
究極の兵器を開発したとして、その所在を巡ってヒカリアンとブラッチャーが争った。飄々としてとぼけた人物だが、けっこうなスケベジジイでもあり、惚れっぽい。私生活ではお城に住み、バカ殿のような格好をしている。稚内出身で、マッドロイドZもそこの秘密基地に隠してあった。秘密基地を見たケンタの感想は「凄い…マニアック」。
秋葉原美人コンテストの件でドクターとポリスウィンから、「超法規的措置」で女の子のブロマイドと銘菓・カッパ饅頭3個をワイロとしてを受け取ったこともある。直後にブロマイドはラピートによって燃やされた。自称「全銀河ヨーヨー選手権・33連覇」であり、「全銀河大食い選手権32連覇」。富士見とも顔なじみだったが、彼のことはすっかり忘れてしまっていた。一人称は「ワシ」。シルバーとは、初見の視聴者には判らないくらい声色が違う。
マッドロイドZ（-ゼット）
松戸博士が開発した究極最悪の兵器にして失敗作。もっとも、その「究極最悪」の意味合いは周囲の予想とはかなり異なり、ゴミリサイクル用のロボットだったが、再生した物が全て女の子の水着イラストになるため、博士は「最悪の失敗作」と呼んでいた。そのため実質兵器としての危険性はまったくない。最終的にゴミ処理場で働いていたが、シルバーによって破壊され、ヘッドモジュールを戦略型格闘兵器（要するに巨大ロボット）クロガネに転用されてしまった。
魔神ダーZ（まじんダーゼット）（アマルカンドIII世）
声 - 田中総一郎
マジンダー流星群に乗ってやってきた、謎のロボット生命体。一つの星で3つの願いを叶えてくれる。ランプをこすることで出現し、その時こすった者の願いを聞く。この時叶えた願いは、「大量の鯖の味噌煮」（ブラックエクスプレス）、「世界中のアイドル」（ミナヨ）、「ブラックエクスプレスを宇宙一のいい人に」（ドジラス&ウッカリー）。
放送当時は「魔神ダーZ」の名前だったが、ビデオでは「アマルカンドIII世」に変更されたのをはじめ、劇中の「魔神ダー」という単語は全て「アマルカンド」に変更された。
宇宙のヒヨコ
声 - 間宮くるみ
外見は触角が生えた目つきの悪いヒヨコだが、実は宇宙でも最凶の生物。女性には媚びるが、男性には敵意むき出し。時間が経つと巨大化し、さらに完全体になると目つきが可愛くなってうっすらと発光するが、凶暴な性格は変わらない。ミナヨと暁美が名前をどうするがで揉めたが、二人で考えた「ポチ」という名を聞いてショックのあまり倒れ、その隙を突かれて撃破された。絵コンテの段階では、彼の卵をどう料理するかでブラックたちの意見が分かれ、その間に野良犬に卵を奪われかけるシーンがある。
イチゴリアン
声 - 矢部雅史
ブラックがこの世からイチゴをなくすために開発したロボットで、イチゴに手足が生えた姿をしている。当初はケンタの肩に乗る程度の大きさだったが、イチゴを食べることで巨大化する。ブラックにより超ワガママな性格をインプットされていたため、最後にはブラックをも食べてしまうが、体内からブラックに人格プログラムを再入力されて良い子になった。最初は眼鏡をかけていたが、良い子になってからは外している。
ユリとマリ
声 - 金田朋子（2人とも）
海龍島に住む巫女。島の守り神である怪獣「ガッズィーラ」に仕えている。このガッズィーラの調査の際に漂流し波に飲み込まれ、運良くこの島に流れ着いたケンタに2人そろって恋をし、必死で編んだちゃんちゃんこを彼にプレゼントした。2人とも三味線を持ち、一緒に喋る。喋りはわずかにラップしている。顔はほとんど同一だが、服の色と髪型、目の光り方で見分けが付く。つばさ曰く「ドッペルゲンガー」。元ネタは「モスラ」の小美人。ガッズィーラの祈りの歌の歌詞は「ガッズィーラ〜よ、ガッズィーラ〜♪裏番組にゃ負けぬ〜♪んでゲリロンて、どういう意味よ、パンツ〜はけよな（はけよな〜）♪」で、歌い出しはモスラの歌に似ている。
ガッズィーラ
声 - 不明
海龍島の守り神である怪獣。ユリとマリの祈りの歌によって目覚め、ブラックたちを撃退した。
おかみ
声 - 木内レイコ
暁美の親戚が経営する温泉旅館で働いている。ウエストを倒すべく、旅館に先回りして仲居に変装していたブラックエクスプレスたちにきつく説教した。ブラッチャーたちが原因で壊れた露天風呂の修理をする彼らに、饅頭を差し入れするなど優しい部分もあるが、彼女は気付いていなかったもののその饅頭はブラックたちが造った饅頭爆弾だった。
リサ王女
声 - 力丸乃りこ
エスペラント王国の王女。来日した日に、こっそりと空港を逃げ出そうとし、SPから追われている最中にヒカリアンライナーとぶつかってしまう。その後しばらくライナーと一緒に庶民的な時間を過ごすが、最終的には彼に乗せてもらい、空港に戻っていった。元ネタは「ローマの休日」。
ミス・エマニエル
声 - 荒井静香
ユーロのオープンカーに搭載されているナビゲーション・コンピューター。かなり高飛車な性格で、最終的にユーロに腹を立てて車ごと自爆する。
スーザン
声 - 荒井静香
女性の格好をしたブラッチャールドールで、男性型のジョナサン（声：福山潤）と組んでブラッチャーのテレビショッピングである「ブラッチャーテレテレショッピング」の司会を務めている。18話に登場し、最後にドジラスとウッカリーが「こんな親分を売ります!」と絶叫した時に「欲しいわ〜!」と返していた。
暁美の父母
声 - 杉野博臣（父） / 鍵田朋子（母）
16話に登場。母親は暁美がブラックエクスプレス（正体を明かせず、「ブラッ田ブラ之助」と名乗っていた）を連れてきた際、彼と娘のお見合いをセッティングした。彼女曰く、「お見合いは松田家の伝統」。父親は建設会社の社長で、最初はブラックエクスプレスのことを認めていなかったが、彼の見事な食べっぷりと、料理に感動して涙を流す姿（実際は「料理を食べないと帰さない」と言われたブラックが、帰りたい一心で無理をして料理を平らげようとして苦しみの余り泣いていただけ）を見て、ブラックのことを認める。
暁美の父親は、第49話におけるブラックの妄想シーンにも登場した。
スグルのママン
声 - 堀江美都子
かなりの美人であるというが、劇中では常にベールを被っていて素顔を見せたことがない。
ミナヨのパパ
声 - 稲田徹
筋肉質の大男で、店の邪魔などをされたりしない限り、普段は人当たりが良い。前述のとおり「かぼちゃマスク」の正体で、E4に腕相撲の勝負を挑んだこともあるが敗れている。前作から引き続き登場しているキャラクターだが、設定画はミナヨやテツユキらと同様、新規に描き起こされている。
地神獣スフィンクス（ちしんじゅうスフィンクス）と風神獣ナスカ（ふうしんじゅうナスカ）
声 - 稲田徹
遥か昔、ヒカリアンXと地球に来たXの友であり、従者ともいえる存在。なぜかブラックエクスプレスと気が合い、ブラックを頭に乗せたことも。スフィンクスはXと合体して「巨神ゴッドエックス」となり、ナスカは分離変形してゴッドエックスの剣と盾になる。ゴッドXの必殺技は、ライトニングビッグバンに酷似した「ライトニングゴッドメテオ」。また、密かに小型ミサイルも装備。
シャドーXと合体すると「巨神デビルエックス」となり、ボディの色こそゴッドエックスから変化はないものの、必殺技が「デビルインパクト」になる。
あくまで「Xのみに対して忠実な存在」であり、ヒカリアンXがシャドーXになっていてもそれは変わらない。最終的にユーロが月から発射した暗黒エネルギーからXを庇って倒れ（Xたちのいた日本に暗黒エネルギーが到達したのは全くの偶然である）、それを目の当たりにしたショックでXは正気を取り戻した。その後、掌サイズに縮小されてXと共に眠りについた。
アナウンサー
声 - 有馬克明

女子高生A、女子高生B
声 - 梶田夕貴（A）、真田アサミ（B）

桜のモンスター
声 - 杉野博臣
第2話に登場。ブラックエクスプレスが桜の花びらを大量に町にあふれさせる作戦で使用した花咲か爺さんの人形が、桜の木と融合して誕生した怪物。枝が変化した触手でウエストたちを苦戦させるが、ケンタが怪物の気を引いている間に脱出され、ライトニング・バードで人形を破壊されて元の桜の木に戻る。
TVレポーター / キャスター
声 - 梅里紗希
隠れたセミレギュラー。大東京テレビのレポーターだが、のぞみの似顔絵業の客など、TVの取材以外でも度々姿をみせる。オーバーな性格で度々感涙する。第45話にて名字が「佐々木」であることが劇中で判明する。
TVレポーターと同一人物。
サンタクロース
声 - 遠近孝一

しっぽ人（しっぽじん）
声 - 魚建（議長しっぽ）
エビフライの尻尾を残す人間たちやドジラスとウッカリーに怒ったブラックの作戦により、エビフライの尻尾から作り出された怪物たち。議長しっぽを筆頭に多数の個体が存在し、エビフライの尻尾を残す人間たちを襲撃する。
最終的に合体して巨大な姿となり、冷凍光線を放って暴れるが、ブラックエクスプレスに食べ尽くされて倒された（なお、ブラックはそのことでウエストたちに称賛されるものの、結局騒動の原因が自分であることがばれてしまい、いつものようにぶっ飛ばされた）。
ナレーション
声 - 檜山修之
9話以降、OPの冒頭に入る。

## 玩具のみのキャラクター
本作品では、玩具は発売されたもののテレビシリーズには未登場のヒカリアンが存在する。前作『超特急』でも、テレビシリーズ終了後に発売されたキャラクターが作中に未登場というケースはあった。
ウィンダッシュ
前作でステーションのオペレーターを務めていたエスパーヒカリアン。玩具に付属のカードでは、「パソコンや携帯電話やデジタルなことに詳しい」という設定や、必殺技として「ライトニング・ダッシュ」が追加された。本名、ライトニングウィンダッシュ。
タイショー
本作品オリジナルのヒカリアン。玩具自体は『超特急』の「やまびこ」とほぼ同一。雪国で鍛えられたヒカリアンで、仲間からは「大将」と呼ばれているらしい。『超特急』のやまびことの関連は不明である。必殺技は「ヤッホーボンバー」とされている。本名、ヒカリアンタイショー。
こだ爺
ヒカリアンの長老で、玩具に付属のカードでは『超特急』時代の設定がほぼそのまま踏襲されている。背中の装飾など、付属品も従来通り。本名、コダジイ。
ヒタチアンレッド、ヒタチアンブルー
『超特急』時代と異なり、レギュラーとしての玩具は発売されず、ガチャポンのミニフィギュアとして発売された。
E2パワーアサマ
ヒタチアンレッド、ブルーと同様、ガチャポンのみでの商品化。外見はE2ジェットと同一。
ヒカリアンステルス、ヒカリアンアパッチ、ヒカリアンタンク
『ネクストジェネレーション』期に、ガチャポンのみで商品化された。それぞれステルスジェット、攻撃ヘリ、戦車型のボディを持ち、タンクのみ、手持ち武器としてライフルが付属していた。
ロマンスカー
『ネクストジェネレーション』期に、小田急電鉄限定で発売されたヒカリアン。玩具自体は『超特急』で発売されたものとほぼ同一仕様だが、記念の切符風カードやボールチェーンなどが新たに付属していた。

## スタッフ
- 企画 - 岩田圭介、藤原正道
- プロデューサー - 東不可止、斎春雄
- 原案 - すずきいおり
- シリーズ構成 - 井上敏樹
- キャラクターデザイン - 宮尾岳
- メカニックデザイン - 片平正史、征矢浩志
- 総作画監督 - 宇都木勇、山田浩之
- 美術設定・監督 - 吉川洋史
- 撮影監督 - 今泉秀樹
- 色彩設定 - 木村早苗
- 編集 - 今井剛
- 音響監督 - 飯田里樹
- 音楽プロデューサー - 植村俊一、八木仁
- 音楽 - 林有三
- 制作プロデューサー - 神戸明、木村健吾
- アニメーション制作 - 東京キッズ
- 監督 - 大庭秀昭
- 効果 - 奥田維城
- 企画協力 - 神尾俊二
- 制作 - テレビ東京、東宝

## 放送局
| 放送地域       | 放送局         | 放送期間                     | 放送日時         | 放送系列             |
| -------------- | -------------- | ---------------------------- | ---------------- | -------------------- |
| 関東広域圏     | テレビ東京     | 2002年4月7日 - 2003年3月30日 | 日曜 8:30 - 9:00 | テレビ東京系列       |
| 北海道         | テレビ北海道   | 2002年4月7日 - 2003年3月30日 | 日曜 8:30 - 9:00 | テレビ東京系列       |
| 愛知県         | テレビ愛知     | 2002年4月7日 - 2003年3月30日 | 日曜 8:30 - 9:00 | テレビ東京系列       |
| 大阪府         | テレビ大阪     | 2002年4月7日 - 2003年3月30日 | 日曜 8:30 - 9:00 | テレビ東京系列       |
| 岡山県・香川県 | テレビせとうち | 2002年4月7日 - 2003年3月30日 | 日曜 8:30 - 9:00 | テレビ東京系列       |
| 福岡県         | TVQ九州放送    | 2002年4月7日 - 2003年3月30日 | 日曜 8:30 - 9:00 | テレビ東京系列       |
| 日本全域       | AT-X           |                              |                  | アニメ専門チャンネル |

## 主題歌
オープニングテーマ「電光超特急ヒカリアン」
作詞 - 岩里祐穂 / 作曲 - 前田克樹 / 編曲 - 林有三 / 歌 - 堀江美都子
エンディングテーマ「ブラ・Love・ブラッチャー」
作詞 - 高野台三 / 作曲・編曲 - ジャック・伝ヨール / 歌 - ザ・ブラッチャーズ

## 各話リスト
| 話数 | サブタイトル                   | 脚本              | 絵コンテ            | 演出                | 作画監督                          | 放送日        |
| ---- | ------------------------------ | ----------------- | ------------------- | ------------------- | --------------------------------- | ------------- |
| 1    | ヒカリアンチェンジ!            | 佐藤勝一          | 大庭秀昭            | 大庭秀昭            | 宇都木勇 山田浩之                 | 2002年 4月7日 |
| 1    | 恐怖のエビチリ                 | 佐藤勝一          | 秦義人              | 秦義人              | 関口雅弘                          | 2002年 4月7日 |
| 2    | 背中合わせの思い               | 白根秀樹          | 大宅光子            | 大宅光子            | 鎌田祐輔                          | 4月14日       |
| 2    | 桜散って桜咲いて               | 白根秀樹          | 飯島正勝            | 飯島正勝            | 宇都木勇                          | 4月14日       |
| 3    | 炎のフードウォー               | 井上敏樹          | 大庭秀昭            | 大庭秀昭            | 松岡秀明                          | 4月21日       |
| 3    | 遠足危機イッパツ!              | 犬飼和彦          | 高岡淳一 大庭秀昭   | 佐々木皓一          | 宇都木勇                          | 4月21日       |
| 4    | ボーガイ君を倒せ!              | 犬飼和彦          | 桝井剛              | 大宅光子            | 竹内浩二                          | 4月28日       |
| 4    | 真黒ウエスト                   | 井上敏樹          | 大宅光子            | 大宅光子            | 宇都木勇 武内啓                   | 4月28日       |
| 5    | 狙われた電波塔                 | 白根秀樹          | 飯島正勝            | 飯島正勝            | 宇都木勇                          | 5月5日        |
| 5    | 登場、ユーロ男爵               | 白根秀樹          | 葛谷直行            | 佐々木皓一          | 渡部明                            | 5月5日        |
| 6    | 忍者特急、ラピート!            | 佐藤勝一          | 葛谷直行            | 大宅光子            | 武内啓                            | 5月12日       |
| 6    | サル将軍の野望                 | 佐藤勝一          | 五月女有作          | 大宅光子            | 武内啓 宇都木勇                   | 5月12日       |
| 7    | モンスター・イチゴリアン       | 島田満            | 高松信司            | 山口美浩            | いいじまひでかつ                  | 5月19日       |
| 7    | 涙のいそちゃん音頭             | 島田満            | 大庭秀昭            | 山口美浩            | いいじまひでかつ                  | 5月19日       |
| 8    | 高熱の悪夢                     | 佐藤勝一          | 五月女有作          | 佐々木皓一          | 鎌田祐輔                          | 5月26日       |
| 8    | 謎のヒカリアンX                | 佐藤勝一          | 五月女有作          | 佐々木皓一          | 宇都木勇                          | 5月26日       |
| 9    | マジカルセブン                 | 白根秀樹          | 細田雅弘            | 細田雅弘            | 三井寿                            | 6月2日        |
| 9    | セブン処刑5秒前                | 白根秀樹          | 飯島正勝            | 細田雅弘            | 三井寿                            | 6月2日        |
| 10   | 着任! ヒカリアン刑事（デカ）   | 犬飼和彦          | 大庭秀昭            | 宮原秀二            | 小林勝利                          | 6月9日        |
| 10   | ポリスウィンの事件簿           | 犬飼和彦          | 木宮茂              | 篠崎康行            | 小林勝利                          | 6月9日        |
| 11   | ラーメン禁止地帯               | 白根秀樹          | 五月女有作          | 佐々木皓一          | 宇都木勇                          | 6月16日       |
| 11   | 逃亡・旅路の果てに             | 白根秀樹          | 大宅光子            | 大宅光子            | 松岡秀明                          | 6月16日       |
| 12   | 破壊兵器・マッドロイドZ        | 島田満            | 飯島正勝            | 飯島正勝            | 渡部明 竹内信二 佐久間健          | 6月23日       |
| 13   | 地上（ここ）より永遠（とわ）に | 井上敏樹          | 大庭秀昭            | 山口美浩            | 石井久志                          | 6月30日       |
| 14   | 日はまた昇る                   | 井上敏樹          | 大庭秀昭            | 長尾粛              | 井上善勝                          | 7月7日        |
| 15   | 二人のヒカリアン               | 犬飼和彦          | 五月女有作          | いとがしんたろー    | 阿部和彦                          | 7月14日       |
| 15   | お祭りラプソディ               | 犬飼和彦          | 岡野幸男            | いとがしんたろー    | 岡野幸男                          | 7月14日       |
| 16   | 僕のおとうと                   | 佐藤勝一          | 五月女有作          | 宮原秀二            | 小林勝利                          | 7月21日       |
| 16   | ブラック、男一匹               | 白根秀樹          | 五月女有作          | 宮原秀二            | 小林勝利                          | 7月21日       |
| 17   | はるかなる水平線               | 白根秀樹          | 五月女有作          | いとがしんたろー    | 佐久間健                          | 7月28日       |
| 17   | 正義とは?                      | 白根秀樹          | 大宅光子            | 大宅光子            | 宇都木勇                          | 7月28日       |
| 18   | 出動! ライトニングガルーダ     | 月永秀雄          | 飯島正勝            | 篠崎康行            | 小林勝利 宇都木勇                 | 8月4日        |
| 19   | ヒカリアンブラック             | 犬飼和彦          | 大庭秀昭            | 山口美浩            | いいじまひでかず                  | 8月11日       |
| 20   | ヒカリアンXの秘密              | 佐藤勝一          | 長尾粛              | 長尾粛              | 井上善勝                          | 8月18日       |
| 21   | 嵐を呼ぶヒカリアン             | 犬飼和彦          | 五月女有作          | 篠崎康行            | 松岡秀明                          | 8月25日       |
| 21   | プリンセスパニック             | 犬飼和彦          | 五月女有作          | 篠崎康行            | 夏目静                            | 8月25日       |
| 22   | 嗚呼、思い出機関車             | 月永秀雄          | 大宅光子            | 大宅光子            | 阿部和彦                          | 9月1日        |
| 22   | ウキウキデートバトル           | 月永秀雄          | 飯島正勝            | いとがしんたろー    | 岡野幸男                          | 9月1日        |
| 23   | 疾風! 音速兄弟                 | 白根秀樹          | 大庭秀昭            | 宮原秀二            | 小林勝利                          | 9月8日        |
| 23   | 怒濤! 餃子修練                 | 白根秀樹          | 土屋日              | 宮原秀二            | 小林勝利                          | 9月8日        |
| 24   | オレ様応援団                   | 白根秀樹          | 五月女有作          | 高橋幸雄            | たいらはじめ                      | 9月15日       |
| 24   | 荒野の流れ星                   | 白根秀樹          | 大宅光子            | 大宅光子            | 宇都木勇                          | 9月15日       |
| 25   | 戦いの果てに                   | 犬飼和彦          | 大庭秀昭            | 長尾粛              | 井上善勝                          | 9月22日       |
| 26   | 壮絶モー烈カーレース           | 井上敏樹 石橋大助 | 飯島正勝            | 山口美浩 中川聡     | 石井久志 粉川剛                   | 9月29日       |
| 27   | ヒカリアンビューティー         | 井上敏樹 石橋大助 | 大宅光子            | 大宅光子            | 宇都木勇                          | 10月6日       |
| 28   | 秋葉原戦記!                    | 佐藤勝一          | 篠崎康行 大庭秀昭   | 宮原秀二            | 小林勝利                          | 10月13日      |
| 29   | 発進! ガルーダMkII             | 犬飼和彦          | 大庭秀昭            | 山内東生雄          | 岩井優器 中尾友治                 | 10月20日      |
| 30   | ウエスト復活計画               | 月永秀雄          | 大庭秀昭 五月女有作 | 五月女有作 篠崎康行 | 宇都木勇 松原豊                   | 10月27日      |
| 31   | 一番星! 七つ星!                | 白根秀樹          | 吉本毅              | 吉本毅              | 渡部明                            | 11月3日       |
| 31   | 忍者星! 流れ星!                | 白根秀樹          | 松岡秀明            | 吉本毅              | 松岡秀明                          | 11月3日       |
| 32   | 感動! ブラック総理             | 井上敏樹 石橋大助 | 岡野幸男            | 大宅光子            | 岡野幸男                          | 11月10日      |
| 32   | 新生! JHR本部                  | 井上敏樹 石橋大助 | 吉本毅              | 大宅光子            | 金相燁                            | 11月10日      |
| 33   | 温泉饅頭伝説                   | 佐藤勝一          | 土屋日              | 岡田宇啓            | 小林勝利                          | 11月17日      |
| 34   | 巨神、完全なる目覚め           | 犬飼和彦          | 大庭秀昭            | 篠崎康行            | 宇都木勇 吉田徹 中澤勇一          | 11月24日      |
| 35   | メリークリスマスMr.ブラック    | 島田満            | 五月女有作          | 五月女有作          | 松原豊                            | 12月1日       |
| 35   | メリークリスマスMr.スグル      | 島田満            | 宮尾岳              | 大宅光子            | 宮尾岳                            | 12月1日       |
| 36   | 天ぷらのしっぽ2                | 白根秀樹          | 飯島正勝            | 飯島正勝            | 宇都木勇                          | 12月8日       |
| 36   | 超ロボットビッグバトル!        | 白根秀樹          | 飯島正勝            | 飯島正勝            | 阿部和彦                          | 12月8日       |
| 37   | 巨神、真実の覚醒               | 犬飼和彦          | 吉本毅              | 吉本毅              | 梶浦紳一郎 川添政和               | 12月15日      |
| 38   | 大怪獣VSヒカリアン             | 月永秀雄          | 吉本毅              | 宮原秀二            | 小林勝利                          | 12月22日      |
| 39   | 歳末福引大作戦!                | 石橋大助          | 山田浩之            | 飯島正勝            | 高梨光                            | 12月29日      |
| 39   | スキスキ! ブラック先生         | 石橋大助          | 飯島正勝            | 飯島正勝            | 東京子                            | 12月29日      |
| 40   | あこがれのエアポート'03        | 犬飼和彦          | 岡野幸男            | 大宅光子            | 岡野幸男                          | 2003年 1月5日 |
| 40   | 美しき獣たち                   | 犬飼和彦          | 大宅光子            | 大宅光子            | 松岡秀明                          | 2003年 1月5日 |
| 41   | 黒い謀略                       | 白根秀樹          | 大庭秀昭            | 篠崎康行            | 吉田徹 阿部和彦                   | 1月12日       |
| 42   | 永遠（とわ）の眠り             | 白根秀樹          | 大庭秀昭            | 吉本毅              | 宇都木勇 高梨光 川添政和 武内啓   | 1月19日       |
| 43   | 自由の国からきた男             | 白根秀樹          | 宮尾岳              | 高瀬節夫            | 小林一三                          | 1月26日       |
| 43   | 空白の月日                     | 白根秀樹          | 宮尾岳              | 大宅光子            | 高木信一郎                        | 1月26日       |
| 44   | 遊星からの有精卵Pi-!           | 月永秀雄          | 飯島正勝            | 木村寛              | 村上勉                            | 2月2日        |
| 45   | 時計仕掛けのブラック           | 石橋大助          | 飯島正勝            | 飯島正勝            | 高梨光 渡部明                     | 2月9日        |
| 46   | ヒカリアンと魔法のランプ       | 島田満            | 吉本毅              | 吉本毅              | 松岡秀明 阿部和彦                 | 2月16日       |
| 47   | 進め! 101匹ブラッチャー        | 犬飼和彦          | 大宅光子            | 大宅光子            | 岡野幸男 川添政和                 | 2月23日       |
| 48   | スター千夜一夜                 | 白根秀樹          | 飯島正勝            | 飯島正勝            | 宇都木勇 高梨光                   | 3月2日        |
| 49   | パラレルミステリーツアー       | 白根秀樹          | 大庭秀昭            | 大庭秀昭            | 村上勉 矢野裕一郎                 | 3月9日        |
| 50   | AHRレヴォリューション          | 井上敏樹 石橋大助 | 吉本毅              | 吉本毅              | 松岡秀明 岡野幸男 吉田徹 中澤勇一 | 3月16日       |
| 51   | ミラクルラッキーウッカリー     | 井上敏樹 石橋大助 | 大宅光子            | 大宅光子            | 川添政和 渡部明                   | 3月23日       |
| 52   | ヒカリアン レッツゲリロン!     | 井上敏樹 石橋大助 | 大庭秀昭            | 大庭秀昭            | 高梨光 宇都木勇                   | 3月30日       |

## 映像ソフト
2024年現在唯一の映像ソフト化となる、テレビシリーズ全話を収録したVHSソフト（全13巻）が、放送期間中にリリースされている。第1巻のみ2話、第2 - 11巻までは各巻4話、第12・13巻は各巻収録。前作のVHSソフトとは異なり、発売元は小学館、販売元は東宝となっている。